# 室伏航
室伏 航（むろふし わたる、1995年6月13日 - ）は、千葉県出身のサッカー選手。Kリーグ2・富川FC 1995所属。ポジションはMF。

## クラブ歴
船橋市立船橋高等学校3年の時に全国高等学校総合体育大会を制覇し優秀選手に選ばれた。その後、順天堂大学に進んだ。
2017年12月29日にSリーグのアルビレックス新潟シンガポールへの加入が発表された。2018シーズンは22試合に出場し、リーグ3連覇、シンガポール・カップ4連覇に貢献した。
2019年はカナダに新たに出来たプロリーグであるカナディアン・プレミアリーグのヨーク9FCに加入した。
2021年2月10日、韓国Kリーグ2の富川FC 1995と契約。富川でプレーする初の日本人選手となった。